# Euscorpius sicanus
Espèce
Synonymes
- Scorpius sicanus C. L. Koch, 1837
- Euscorpius carpathicus sicanus (C. L. Koch, 1837)

Euscorpius sicanus est une espèce de scorpions de la famille des Euscorpiidae.

## Distribution
Cette espèce est endémique de Sicile en Italie.
Les populations hors de Sicile appartiennent à Euscorpius altadonnai, Euscorpius salentinus, Euscorpius calabriae, Euscorpius canestrinii, Euscorpius garganicus ou à des espèces à décrire.

## Systématique et taxinomie
Cette espèce a été décrite sous le protonyme Scorpius sicanus par Koch en 1837. Elle est considérée comme une sous-espèce d'Euscorpius carpathicus par Caporiacco en 1950. Elle est élevée au rang d'espèce par Fet, Soleglad, Gantenbein, Vignoli, Salomone, Fet et Schembri en 2003. Elle est redéfinie par Tropea en 2017.

## Étymologie
Son nom d'espèce lui a été donné en référence au lieu de sa découverte, la Sicile.

## Publication originale
- Koch, 1837 : Die Arachniden. Nurnberg C. H. Zeh‘sche Buchhandlung, vol. 3, no 6, p. 89–115 (texte intégral).